# 副校長
副校長（ふくこうちょう）とは、校長を助け、命を受けて校務をつかさどる学校職員である。幼稚園（広義的には、認定こども園を含む）の場合は、副園長（ふくえんちょう）という。

## 概要
高等学校の場合は、「定時制の課程」または「通信制の課程」を置く、「定時制の課程」「通信制の課程」に関する校務を掌理する。また、その課程の所属職員を監督することもある。
校長の権限に属する事項のうち、学校教育の管理、生徒の管理（生徒の入学、転学、退学及び卒業に関することを除く）、所属職員の管理、学校事務の管理その他教育委員会の指示する事項の処理について、専決する。
基本的に教頭とほぼ同じであるので、どちらかが居ればよいが、生徒数の多い学校では両方いる事もある。教頭よりも副校長の方が格上となっている。

## 歴史
兵庫県では、兵庫県立大学附属中学校・高等学校に副校長が置かれており、校長があらかじめ定める範囲内において、校長の職務の一部を処理した。東京都では、教頭を副校長と呼称しているなど、学校の設置者により、副校長の性格、職務権限は異なっている。2007年の学校教育法改正により、副校長の職が新設され、副校長の基本的性質を規定する。

## 備考
副校長は、校長など同様に、改正教育職員免許法に基づく「教員免許更新制」の対象外とされ、校長、教頭、主幹教諭と同様に免許更新講習を受ける必要は基本的になかった。